# Al-Magreb al-Ausat
Al-Maghreb al-Awsaṭ (Arabisch, المغرب الأدنى), te vertalen als Centrale Maghreb of Midden-Maghreb, is de Arabische historische aanduiding voor de regio die het huidige noordelijke deel van Algerije omvat. Traditioneel wordt het begrensd door de rivier Moulouya in het westen en de stad Bejaia en de regio van de Ziban in het oosten.
Dit deel van de Maghreb werd zo genoemd door islamitische historici en geografen in de westerse middeleeuwen, en sommige hedendaagse historici namen het weer op om dit deel van Algerije te noemen. De Centrale Maghreb werd door Arabische historici beschouwd als het grondgebied van landelijke Berbers gemeenschappen. en vaak geassocieerd met opstanden tegen de centrale Arabische macht.
De Centrale Maghreb is de zetel geweest van de Zianiden.